# Забурноска воденица
Забурноската воденица (на гръцки: Ζαμπουρνός μύλος) е възрожденско съоръжение в южномакедонската паланка Еани (Каляни), Егейска Македония, Гърция. Разположена е източно от градчето на 600 m от средновековната църква „Успение Богородично“. Мелницата е метох на Завордския манастир „Свети Никанор“. Построена е според надписа в 1874 година.